# Леник
Леник (на нидерландски: Lennik) е община в централна Белгия, окръг Хале-Вилворде, провинция Фламандски Брабант. Част от т.нар. „Зелен пояс“ (Groene Gordel) около столицата Брюксел. Площ: 30.80 кв. км, население: 8849 (2010). Леник е известен като „сърцето на Пайотеланд“.
Община Леник включва четири подобщини – Синт-Квинтенс-Леник, Синт-Мартенс-Леник, Ейзеринген и Гасбек. Историческият и природен комплекс Гасбек също е част от община Леник.

## История
Предполага се, че в центъра на днешен Леник е съществувало селище с името Linus или Linnaeus още по римско време.
В писмени източници селището се среща за пръв път през 847 г., когато Карл II Плешиви подарява на абатството „Св. Гертруда“ в Нивел част от земите в района, сред които е и селището Liniacum.

## Управление
Кметове:
- 2011 – 2012 Ирина Де Кноп
- 2007 – 2011 Уили Де Ва̀ле
- 2001 – 2006 Уили Де Ва̀ле
- 1995 – 2000 Хенри ван Екхаут
- 1994 – 1995 Андрѐ Пласман
- 1988 – 1994 Етиен Ван Варенберг
- 1982 – 1988 Етиен Ван Варенберг
- 1977 – 1981 Ян Баскур

## Побратимени градове
- Арконате, провинция Милано, регион Ломбардия, Италия, от 1988 г.
- Абкоуде, провинция Утрехт, Нидерландия, от 2000 г.